# Syzygium aegiceroides
Syzygium aegiceroides là một loài thực vật có hoa trong Họ Đào kim nương. Loài này được (Korth. ex Miq.) Korth. miêu tả khoa học đầu tiên năm 1848.